# Kuskokwim
Le fleuve Kuskokwim est un fleuve de 1 110 km qui coule dans le sud-ouest de l'Alaska aux États-Unis dans la région de recensement de Bethel.

## Géographie
Son bassin englobe une grande partie des versants nord et ouest de la chaîne d'Alaska. Il se jette dans la baie Kuskokwim dans la mer de Béring. Hormis sur son cours supérieur, le lit du fleuve est large et le dénivelé faible, aussi est-ce une voie de communication utilisée par de nombreux types de navire.

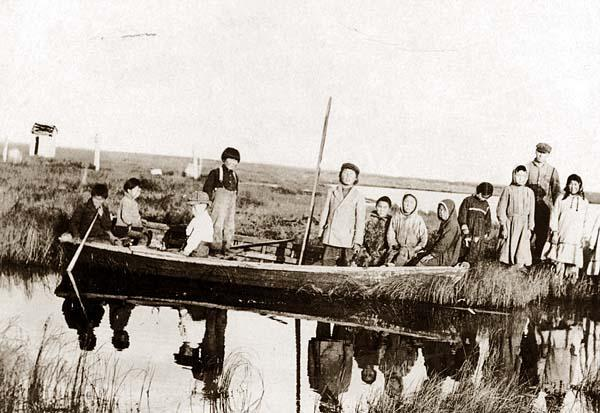
Yupik à la Moravian Mission sur la Kuskokwim en 1900

## Affluents principaux
- Eek – 108 milles (174 km)
- Johnson – 215 milles (346 km)
- Gweek – 70 milles (113 km)
- Kwethluk – 85 milles (137 km)
- Kisaralik – 90 milles (145 km)
- Tuluksak – 90 milles (145 km)
- Aniak – 140 milles (225 km)
- George – 80 milles (129 km)
- Holitna – 110 milles (177 km)
  - Hoholitna – 165 milles (266 km)
- Stony – 190 milles (306 km)
- Swift – 100 milles (161 km)
- Takotna – 120 milles (193 km)
  - Nixon Fork – 88 milles (142 km)
- Middle Fork Kuskokwim – 130 milles (209 km)
  - Big – 130 milles (209 km)
- South Fork Kuskokwim – 130 milles (209 km)
- East Fork Kuskokwim – 40 milles (64 km)
  - Slow Fork – 60 milles (97 km)
  - Tonzona – 75 milles (121 km)
- North Fork Kuskokwim – 150 milles (241 km)
  - Swift Fork – 75 milles (121 km)